# Општина Фелдру (Бистрица-Насауд)
Фелдру (рум. Feldru) општина је у Румунији у округу Бистрица-Насауд.
Oпштина се налази на надморској висини од 371 m.